# 恐怖新聞
『恐怖新聞』（きょうふしんぶん）は、つのだじろうによる日本の漫画、またそれを原作とするアニメ、映画などの作品。それらの作品内に登場する架空の新聞の名称でもある。

## 概要
つのだじろうによる恐怖漫画。『週刊少年チャンピオン』誌（秋田書店）において、1973年から1975年まで連載された（全29話）。1日読むごとに100日ずつ寿命が縮まる「恐怖新聞」によってもたらされる、不幸な未来の恐怖を描く。主人公・鬼形礼にまつわる長期的なストーリーと、鬼形が狂言回しとして登場する独立した短編作品からなる。
1970年代のオカルトブームの一端を担い、アニメ、ビデオ、ゲームソフト、映画、パチスロ機、電子ブックからタイピング練習ソフトまで様々なメディアでリメイクされ続けている。
同じ作者の『うしろの百太郎』は霊に関するストーリーだが、本作には霊のみでなく、UFOや悪魔なども取り入れられている。霊に関するストーリーでは、根本的な原因が解決しないまま話が終わることもある。
単行本は少年チャンピオンコミックスで全9巻、秋田コミックセレクトで全5巻、秋田文庫として全5巻が発売されている。文庫版には収録されていない話があり、また話の順序も前後して収録されているため、多少ストーリー展開がわかりにくくなっている（#単行本収録エピソード参照）。
その他、ソースネクストより『ソースネクスト コレクションコミックス5 恐怖新聞 1〜6巻』（2004年、ISBN 4861701341）として、パソコン用のCD-ROM1枚に収めた作品が発売されている。
なお、つのだは本作の前に、亡霊学級という複数の読み切りからなる短編シリーズを同じ『週刊少年チャンピオン』誌上に発表している。

## あらすじ
石堂中学校に通う少年、鬼形礼（きがた れい）。彼は幽霊などの超常現象を全く信じていなかった。そんなある晩、午前零時に彼のもとに突然「恐怖新聞」と書かれた新聞が届けられる。その新聞には、霊魂の存在を実証する記事、または未来の出来事などが書かれていた。翌日、その記事は現実となってしまう。そして、級友から「恐怖新聞」にまつわる恐ろしい噂を耳にしてしまう。それは、「恐怖新聞」は1日読むごとに100日ずつ寿命が縮まるというもの。その日から鬼形礼の恐怖の日々が始まった。
鬼形礼は幽霊だけではなくUFOやUMAも含む数々の超常現象に遭いながらも、恐怖新聞に助けられることも多い。しかし、最終的には恐怖新聞を読み過ぎたことにより、自分が写るはずだった写真に老人が写っていたり、年老いた自分の分身と思われるドッペルゲンガーと出会うなどして、強い危機感を持つようになる。ポルターガイスト（「恐怖新聞」を配達する悪霊の通称）の除霊に失敗し続け除霊は諦めていたが、小泉霊媒から小泉香具耶を紹介され、再び除霊を決心する。
香具耶に紫光山の霊場に連れて行かれた鬼形礼だが、雑念が多く除霊に集中できない。一時は香具耶が優勢だったが、香具耶に化けたポルターガイストに騙されて捕まった鬼形礼が重傷を負い、その後に起きた局地的な大地震により鬼形礼は死んでしまう。香具耶の方は1ヶ月の重傷、鬼形礼を殺すという目的を果たしたポルターガイストは霊界へ去った。
その後、恐怖新聞を発行する悪霊霊団が、中学校のクラス全員を殺せば生き返らせてやるという話を鬼形礼に持ちかける。しかし、だんだん体が腐り、周囲に分かるほどの腐臭を漂わせ始め、生き返ることは無理だろうということを鬼形礼は自覚するようになった。
霊団は、中学校のバス旅行で山道からバスを転落させる計画を鬼形礼に手伝わせようとしたが、逆に鬼形礼がバスを救ってしまったため、霊団もこれ以上、鬼形礼を利用して人を殺すことを諦め、地獄へと引き込もうとした。ところが多くの人命を救ったということもあり、守護神が鬼形礼を守り、霊団から救い幽界へと導いた。
バス事故の後、鬼形礼の体は行方不明になったが、もともと死んだ場所である紫光山で死体が発見され、周囲の友人にも最近の鬼形礼は幽霊だったのだということが知られるようになった。気味悪がられもしたが、幽霊であってもバスの転落を防いだことには変わらず、多くの人に感謝されて送られる葬式となった。
無事、幽界に辿り着いたはずの鬼形礼だが、現世に未練があったのか戻ってきてしまい、今度は自らが配達人として「恐怖新聞」を配達することになった所で物語は終わる｡

## 登場人物

### 主要人物
鬼形礼（きがた れい）
声 -  ラジオ版：神谷明 / OVA版：古谷徹 / PS版：堀川亮 / CD版：石井正則
主人公の中学生。霊魂の存在を否定していたが、「恐怖新聞」が届くようになってから、数々の超常現象を目撃するようになる。また、「恐怖新聞」の存在を周囲に打ち明けるが、他人には「恐怖新聞」が見えないため、気味悪がられて避けられるようになる。しかし、超常現象などに悩まされる級友からは頼りにされているため、孤立しているわけではない。何度か除霊を試みるものの、ポルターガイストの強大な霊力の前に失敗している。また、恐怖新聞に関わる人間が次々と不幸になるため、鬼形は独り孤独に「恐怖新聞」と戦っていくようになる。なお、「きがたれい」は「れいがきた（霊が来た）」のアナグラムである。
死後、「恐怖新聞」の配達人となるが、続編では「恐怖新聞」と戦う霊的な存在として、各主人公たちを助けている。
中神緑子（なかがみ みどりこ）
声 - OVA版：久川綾 / PS版：井上美紀
「恐怖新聞」上で予言された通り、鬼形のクラスに転校してきた少女。鬼形以外で「恐怖新聞」が読める、数少ない人間の1人。兄の洋介とともに、鬼形に協力し数々の恐怖体験をする。以前の学校でのあだ名は「グリーン」だったが、作中では基本的に「中神さん」と呼ばれる。終盤、竹之市の呪いにより、命を落としてしまう。
中神洋介（なかがみ ようすけ）
声 - OVA版：田中秀幸 / PS版：平野正人
中神緑子の兄。新聞記者。最初は半信半疑だったが、鬼形の予言が次々的中するのを目の当たりにし、「恐怖新聞」の存在を信じるようになる。それからは、鬼形の予言に関して惜しみなく協力するようになる。物語終盤、竹之市の幻惑により、鬼形を竹之市と誤認して暴行、逮捕されてしまう。

### 悪霊・怪異
恐怖新聞（きょうふしんぶん）
毎日、深夜0時に配達される新聞。霊能力の無い人間が見た場合は普通の新聞にしか見えないが、ごく近い未来（翌日など）に起きる怪異がすでに記事になっており、その内容が外れることはない。ただし、新聞を読むたびに寿命が100日縮み、しかも抵抗すればするほど強引な方法で配達されるため、購読拒否は不可能。
強力な悪の霊団による一種の呪いだが、それ以外の死や他の悪霊の介入は排除しようとする。悪の霊団は、なにかしら因縁のある霊を取り込み、配達人として使役する。配達人は、生きている人間を恐怖新聞で殺すことでしか解放されない。
意識不明の時のみは、読まずにすむ。鬼形の除霊のチャンスを記事にしたこともあるが、鬼形はその時に限って気を失っていたため、チャンスを逃してしまうことになった。
記事は、以下のように分類される。
- 白の頁（霊の世界）
- 赤の頁（怪奇の世界）
- 青の頁（宇宙の世界）
- 黒の頁（伝説の世界）
- 紫の頁（悪魔の世界）

ポルターガイスト
声 - ラジオ版：関根信昭 / OVA版：屋良有作 / PS版：青野武
「恐怖新聞」の配達人。生前、新聞配達をしていた人間の霊魂。強力な悪霊で、大きな霊団と結託している。ポルターガイスト現象を起こすため、この名前で呼ばれるようになる。
目的は鬼形の寿命を100日ずつ奪い、死に至らしめること。毎晩のように「恐怖新聞」を配達しにくるが、直接鬼形に危害を加えることはなく、むしろ身辺で起こった怪奇現象についての鬼形の疑問に答え、鬼形に有利なアドバイスを送ったり、怪奇現象に悩まされている鬼形の知人の元へ恐怖新聞を配達し、救うこともある。さらには、鬼形に他の悪霊や悪魔が取り憑くと不機嫌になり追い払おうとするなど奇妙な協力関係とも言える。
宇宙連合
地球上の国際連合と同じような目的を持つ、宇宙の平和を守るための宇宙人たちによる組織。核兵器の保持や環境汚染などを行う人類に対して警告を発する「地球計画」のためUFOを地球上に飛来させている。
悪魔（あくま）アイニ
ある事件で鬼形にとり憑いた悪魔で、かつてスペインで彼を老婆の肉体から払ったラファエル神父から「心霊学的に言えば、ヘビとネコの動物霊が取り憑いた悪霊といえようか」と説明されている。鬼形の肉体を乗っ取ったことでポルターガイストと対立する。
宇宙人
アメリカ合衆国のパスカグーラで目撃されたものと同じ、身長約150センチ、顔には目はなく顔の両側と鼻の位置には突起物があり、手がカニのはさみのような形をしている。鬼形を無理矢理UFO内へと連れ去り、謎の物体で観察した後解放する。
シェリー・サーマン
ある国の大使の娘。ピアノの名手であり、国際コンクールで何度も入賞していた。得意な曲目は「展覧会の絵」。しかし、風邪をこじらせているのを母親に隠し練習を続けていたことが原因で、急性の粟粒結核で死亡する。その後、シェリーの愛用していたグランドピアノは石堂中学が買い取っており、このピアノで演奏すると鍵盤に血が流れていたり、演奏者が強引に「展覧会の絵」を演奏させられるなどの現象が起きるようになった。最終的に、このピアノは除霊されないまま売られており、今後他の場所で同様の現象を起こす可能性が鬼形によって示唆されている。
竹之市（たけのいち）
声 - OVA版：麦人
中神家に取り憑く怨霊。生前に金貸しをしており、貧しい武家だった中神家に金を貸していたが、なかなか返してもらえず、刀を借金のカタに押さえようとしたところ、怒りに触れ、斬られて死亡、その直前に中神家の七代先までを呪った。ちょうど七代目が緑子と洋介である。
ポルターガイストから仲間扱いされていたが、悪の霊団に参加しているのかは不明。
鬼形床左エ門勝豊（きがたしょうざえもんかつとよ）
鬼形の守護霊。あまり優れた力を持つ霊ではないため、ポルターガイストにはなす術がないことを鬼形に伝える。
死神（しにがみ）
人間の死後に魂の緒を切り幽界へ運ぶのを目的としている。悪霊の霊団に依頼され、鬼形の魂の緒を切る前に霊団と会わせる。
悪の霊団の頭（あくのれいだんのかしら）
ポルターガイストと結託していた霊団の頭。いわゆる閻魔大王のような風貌をしており、「地獄で必要な霊魂を調達している」と称しているが、本当に地獄の意向で動いているのかは不明。

### 霊能力者
小泉霊媒（こいずみれいばい）
鬼形礼が佐藤先生から紹介された霊媒。除霊はできないが、恐怖新聞などについてアドバイスをくれる。
有難矢教教祖（ありがたやきょうきょうそ）
新興宗教の教祖。入信料やワッペンにバッジ、月刊誌『ありがたや』などを戸室や鬼形に勧めてくる。また、修行と称して入信者を増やすよう命じる。ポルターガイストからは「金儲け主義の新興宗教」と言われている。一応は霊能力を持っているが、霊を取り憑いた人間の身体から追い出す程度。
ラファエル神父
鬼形の同級生の東さんの父。カソリック教会の神父。悪魔アイニに取り憑かれた東とも子、鬼形に聖水を使用し悪魔祓いを行う。
桐法大師（とうほうだいし）
声 - OVA版：永井一郎
新潟県の山中に住む霊能者。出羽三山などで修行した仙人のような老人で、ポルターガイストの除霊を行うが、逆に返り討ちに遭ってしまう。OVA版では浄雲法師という名前になっている。
木原霊媒（きはられいばい）
声 - OVA版：塩屋浩三
竹之市の霊を払おうとするが、逆に取り憑かれてしまう。
小泉香具耶（こいずみ かぐや）
声 - PS版：柳瀬なつみ
小泉霊媒の親戚。小学生のような風貌だが、鬼形礼と同い年である。恐ろしく霊感能力に優れており、テレポーテーションを使える。ポルターガイストの除霊に失敗し、1ヶ月の重傷を負う。以後は水晶玉を通して、悪の霊団に利用される鬼形礼を見守ることに徹する。

### 石堂中学校関係者

#### 教師
東尾奈々子（ひがしおななこ）
石堂中の教師。「恐怖新聞」上で最初に予言が行われた人物であり、「恐怖新聞」の予言通りに登校中に自動車に撥ねられ全身打撲で即死する。
佐藤先生（さとうせんせい）
「恐怖新聞」に苦しめられている鬼形の相談に乗り、鬼形の部屋で「恐怖新聞」の存在を確かめようとするが、普通の新聞にしか見えないため新聞を破り捨てたところ、ポルターガイストの力で部屋の外に放りだされ怪我をする。
三田先生（みたせんせい）
女性教師。修学旅行の最中に何者かに噛みつかれ、同じく噛みつかれた奥山さん、鬼形とともに修学旅行を途中で切り上げ東京へ引き返すこととなる。
理科の先生（りかのせんせい）
石堂中の理科の先生。UFOに関心があり、知識も豊富である。中神洋介はUFOに関する助言を求めて彼の元を訪ねている。生徒のUFO目撃証言を聞いて、授業を実地検証に変更して校外に出たことがある。また、何度も鬼形礼の予言や話について「理科2分野1」の授業時間に取り上げてクラスで議論している。ぽっちゃりとした体形で、終始穏やかな表情をしている。なお、鬼形と石堂町内の銭湯で出くわしたことがある。
玉水綾子（たまみずあやこ）
「恐怖新聞」上で予言された通り、鬼形のいる1年A組の担任として赴任してきた教師。
森田先生（もりたせんせい）
音楽教師。帆立が死亡したことでピアノを調べていた鬼形から、他の教師たちが見守る中で「展覧会の絵」の演奏を要請される。その場では怪異は起こらなかったが、その後自分の手が血まみれに見えるようになり、学校を休むこととなる。

#### 生徒
長南（ながなみ）
怪談話をしているところを鬼形に否定され、霊魂の存在を信じない鬼形に「そのうちじぶんの間違いに気づくでしょう」と警告する。霊聴力があり、霊たちの噂話である「恐怖新聞を読むと一日読むごとに百日分の寿命が縮まる」という話を鬼形に伝える。
奥山（おくやま）
貧血気味の少女。貧血にコンプレックスを抱えていた彼女は、幼少時に映画『吸血鬼ドラキュラ』（1958年）を見たことがきっかけとなり、次々と人に噛みつくようになる。医師の判断により、学校に長期欠席の届け出を出し精神病院の閉鎖病棟に入院することとなる。
高橋（たかはし）
野球部員の1年生。眼鏡をかけた痩身の少年で、幼い頃から腹痛に悩まされている。野球部員とともに自らのドッペルゲンガーを目撃する。
中野文江（なかのふみえ）、大久保実（おおくぼみのる）、小池圭子（こいけけいこ）
学校内の宿直室で百物語を実行する。「恐怖新聞」上でこの3人が百物語終了後に怪我をすると予言されていたが、残された最後の1本のロウソクを鬼形が持ち帰ったため、3人は怪我をせず代わりに鬼形が怪我をすることとなる。
戸室（とむろ）
鬼形のクラスメート。石堂町内の連続放火についてのクラス会議を取り仕切っていたが、実は霊に取り付かれた彼が連続放火犯であった。除霊を行うために鬼形とありがた教に通い、除霊を行う。
日高（ひだか）
女生徒。祖父が埋蔵金を探しに行ったまま行方不明になっている。
中岡（なかおか）
「不幸の手紙」についての相談を持ちかけるために女生徒が鬼形を取り囲んでいることを不愉快に思い、クラスメートに対して「自分の小指を切って手紙の上に血をたらし、自分が憎む同級生に送れ」という内容の不幸の手紙を作成する。やがてその手紙が自分に対して送られてくるものの、その手紙を破いて捨ててしまう。その後、うらみの念に取り憑かれた中岡は、見る人全てが血に染まった姿に見えてしまい、誰かれ構わず暴力をふるうようになるが、ポルターガイストと会話をしていた鬼形だけは暴力を振るわず恐れて逃げ出してしまう。最後は、恐怖新聞が届けられポルターガイストから反省を促された後に入院し、退院後は真面目で優しい少年へと変化した。
東（あずま）
悪魔アイニの像が自宅で発見されたことに不安を覚え、鬼形に家に泊まるよう要請する。
帆立涼子（ほたてりょうこ）
ピアノが得意な三年生。音楽コンクールに石堂中代表として出場する予定だったが、音楽室で死亡しているのを発見される。
西条（さいじょう）
夜な夜な就寝時に布団が重くなる現象と、老人の霊が現れることに悩まされる。同級生の武田、三年生の大沼も同じ目に合っていることを知る。作中唯一、鬼形も恐怖新聞も登場しない回であり、狂言回しは西条が行っている。
藤森（ふじもり）
関西から転校してきた生徒。新しく住み始めた実家の風呂で怪奇現象が発生し、鬼形に風呂に入るよう懇願する。
山崎（やまざき）
同級生とサイクリングに行く約束をしていたが、買ったばかりの自転車に乗っていたところ、自動車に撥ねられ入院してしまう。そのため、代わりに鬼形がサイクリングに参加することとなる。
浜田（はまだ）
紫光山地震後に行方不明になっていた鬼形の姿を街角で見かけるも見失う。その後「恐怖新聞」が届けられ、鬼形が死亡したことを知らされる。これを最後にポルターガイストは「霊界にいける」との言葉を残し登場しなくなる。また、鬼形のことを不審に思い、後を尾けるなど調査を行おうとするが、逆に悪霊の霊団と契約を交わした鬼形に襲われ殺されそうになる。さらにその後、同級生たちとともに夜外出する鬼形を尾行し、墓場で悪霊と会話している鬼形を目撃するも、悪霊の霊団の仕業で同級生もろとも墓石の下敷きになり死亡する。

### その他の人々
エリナ松岡（エリナ まつおか）
鬼形礼の前に幾度となく現れる正体、国籍不明で謎の少女。宇宙人の共同体「宇宙連合」との交信を務めるコンタクトマンである。金髪にミニスカートといった外見。突然鬼形の前に現れると、彼に目隠しをしてどこかの山奥に連れて行きそのまま姿を消すなどの行動を取る。本人曰く地球人。
鬼形の叔父
礼と一緒にスキー旅行に行く。
山本早穂（やまもとさほ）
礼の叔父の会社の友人の娘。スキーが得意。
すずらん山荘の主人
鬼形がスキー旅行の際に利用している山荘の主人。しかし、鬼形には見覚えがなく、本来の主人は病気で倒れたため代わりに営業していると答える。しかし、実は全国指名手配中の殺人犯であり、そのことを知った鬼形を雪男の仕業に見せかけ殺害しようとする。
タミ子
すずらん山荘の主人の娘。山荘で働いており、スキーが得意である。
畠山老人（はたやまろうじん）
埋蔵金を探す老人。かつては日高さんの祖父と共に埋蔵金を探していたが、行方不明になってからは一人で埋蔵金を探している。鬼形を騙し、穴倉へ突き落したあげく掘り続けるよう指示する。その後、日高老人と鬼形が埋蔵金を発見した際に刃物を持って強奪するも、折れた刃物の破片を踏みつけてしまい滝壺へと転落してしまう。
日高東一郎（ひだかとういちろう）
埋蔵金を探している、日高さんの祖父。埋蔵金にあと一歩まで迫った時に畠山に殺されかけ逃げていた。鬼形とともに埋蔵金を探すこととなる。
東とも子（あずまともこ）
鬼形の同級生、東さんの妹。悪魔アイニに取り憑かれ、愛犬を殺害、町中のゴキブリを呼び寄せる、ポルターガイスト現象を引き起こすなどの異常行動を取るようになる。
原田徹治（はらだてつじ）
プロ野球チーム、東京ギャランツの投手。「恐怖新聞」上で予言された通り、試合中に怪死する。
王島（おうじま）
プロ野球チーム、東京ギャランツの四番打者。原田と同じく試合中に怪死する。
柴木勝彦（しばきかつひこ）
東京ギャランツの選手。丑の刻参りをしていた女が残した呪符に名前が記載されていたため、次のターゲットではないかと疑心暗鬼になる。しかし、鬼形と中神洋介が寺の住職に「呪い返し」を依頼したため、一命を取り留めた。
牧光則（まきみつのり）
東京ギャランツの二軍投手。入団した時は将来の大投手と期待されていたが、練習中に原田の投げた球が当たり右手指を骨折、以降投手としては務まらなくなり打撃手に転じるも、今度は王島の打った打球が顔面を直撃したことで視力が減退し野球ができなくなってしまう。また、そんな牧を見た柴木が「労務者でもやるしかない」と発言したのを聞いてしまい、ショックのあまり自殺してしまう。
牧信子（まきのぶこ）
牧光則の妻。夫が自殺したことを受け、東京ギャランツの原田、王島、柴木を呪い殺すために丑の刻参りを行う。球場で柴木が呪いによって死亡するのを見届けに来るも、「呪い返し」を受けたため柴木の打球が顔面に直撃し、原田、王島と同じく怪死する。
鬼形礼子（きがたれいこ）
ある日突然鬼形の妹を名乗り、家に上がりこんでしまう少女。礼の両親もその少女を知らないがとりあえず家に泊めることとなる。しかし、少女は悪霊に取り憑かれており、夜な夜な鬼形に襲いかかるようになる。
山岡慎吾（やまおかしんご）
「甲子園大会」にて超高校級の快速投手としてプロ野球界から注目を浴びる。謎の老人の能力で東京ギャランツのドラフト1位指名を獲得するが、老人からは契約金の9割を請求される。しかし、金に目がくらんだ父親は一銭も払わないと言い、老人を追い返してしまう。その後、慎吾の父親は「カネの亡者」の悪霊に取り憑かれ、契約金を競馬や競輪につぎ込み、その損失を取り返そうと株取引詐欺に合って大金を失い破産、自殺してしまう。山岡本人も「カネの亡者」の悪霊に取り憑かれ、愚かな見栄から無理な練習を行ってしまい、利き腕の右肩に完治不能の炎症を負ってしまう。
高見光子（たかみみつこ）
石堂町の隣町にある坂元町中学二年C組の女生徒。死後の鬼形が「恐怖新聞」を送るターゲットに選んだ人物。

## 地名・施設
石堂中学校
主人公が通っている学校。看板の表記が私立の時と、都立の時がある。
石堂神社
石堂町内にある神社。恐怖新聞で予言された通りエリナ松岡が現れる。
前田外科医院
野球部員の高橋が急病のため入院することとなった病院。
すずらん山荘
鬼形がスキー旅行の度に利用している山荘。ロッジの玄関先からスキーを履いて滑りながらゲレンデに行けるため毎年シーズンには満室になるなどスキーヤーに人気となっている。
有難矢教
戸室の父親が探し出した宗教。ポルターガイストからは「金儲け主義の新興宗教」と言われている。
赤尾稲荷
牧信子が丑の刻参りを行っていた場所。
壁村神社
石堂町から4駅ほど離れた大西町にある神社。牧信子が次に丑の刻参りを行っていた場所。
石堂川の空き地
「恐怖新聞」上で予言された通り、UFOが着陸する。
大仙寺（だいせんじ）
赤沢町にある寺院。墓場の中に赤ん坊が捨てられており、引き取った夫婦に怪異が発生する。
石堂医大病院
鬼形礼子に付きまとわれ、精神的に疲弊した鬼形が運ばれた病院。隣の病室に偶然にも鬼形礼子が入院してくる。
下田病院
同級生とサイクリングに出かけた鬼形がトラックに撥ねられ運び込まれた病院。鬼形は病院の中庭で自転車に乗る幽霊を目撃する。
紫光山霊場（しこうざんれいじょう）
鬼形が小泉香具耶と共に除霊のために向かった霊場。

## 単行本収録エピソード
- 少年チャンピオン・コミックス版
  - 第1巻：「真夜中に奇怪な新聞が来た」「誰かが噛む」「空に光る謎」
  - 第2巻：「空に光る謎（続き）」「自分と自分」「真説四谷怪談」「山小屋の怪」「ファラオの呪い」
  - 第3巻：「百物語」「北極点の謎」「うらみの火が燃える」「黄金百枚」
  - 第4巻：「不幸の手紙」「生きていたモナリザ」「笑う骸骨」「悪魔のカード」
  - 第5巻：「悪魔のカード（続き）」「名投手怪死」「ピアノ」
  - 第6巻：「ピアノ（続き）」「除霊」「奇妙な妹」「背中がこわい」
  - 第7巻：「背中がこわい（続き）」「円盤着陸」「ドラフトの星」「ふとん」「風呂」
  - 第8巻：「自転車」「交霊会」「竹之市再生」「交霊会（竹之市再生続き）」「他人の顔」
  - 第9巻：「他人の顔（続き）」「恐怖新聞心霊辞典」「地獄村（原作：つのだじろう、絵：居村真二）」

- 秋田コミックスセレクト版
  - 第1巻：「真夜中に奇怪な新聞が来た」「誰かが噛む」「空に光る謎」「自分と自分」「真説四谷怪談」「ファラオの呪い」
  - 第2巻：「山小屋の怪」「百物語」「北極点の謎」「うらみの火が燃える」「黄金百枚」「不幸の手紙」
  - 第3巻：「悪魔のカード」「笑う骸骨」「名投手怪死」「ピアノ」
  - 第4巻：「背中がこわい」「奇妙な妹」「円盤着陸」「ドラフトの星」「ふとん」「風呂」「自転車」
  - 第5巻：「交霊会」「竹之市再生」「交霊会（竹之市再生続き）」「他人の顔」

※ セレクト版は「生きていたモナリザ」「除霊」「恐怖新聞心霊辞典」「地獄村」が未収録。
「生きていたモナリザ」と「除霊」は、『亡霊学級』セレクト版に収録されている。
「真夜中に奇怪な新聞が来た」は冒頭見開き（馬に跨った骸骨）が新聞記事スクラップに差し替え。
「山小屋の怪」は最終ページの雪山が見開きに変更。
「背中がこわい」は鬼形礼が背中の重みで苦しがるページがカットされている。
- 秋田文庫版
  - 第1巻：「真夜中に奇怪な新聞が来た」「誰かが噛む」「空に光る謎」「自分と自分」「真説四谷怪談」「ファラオの呪い」
  - 第2巻：「山小屋の怪」「百物語」「北極点の謎」「うらみの火が燃える」「黄金百枚」「不幸の手紙」
  - 第3巻：「悪魔のカード」「笑う骸骨」「名投手怪死」「円盤着陸」
  - 第4巻：「背中がこわい」「奇妙な妹」「ピアノ」「ドラフトの星」「ふとん」「風呂」「自転車」
  - 第5巻：「交霊会」「竹之市再生」「交霊会（竹之市再生続き）」「他人の顔」

## 関連漫画
- 『恐怖新聞II』（1990年 - 1993年、サスペリア、秋田書店）
続編作品。主人公は女子高生、本堂幽子（ほんどう ゆうこ）。新たにポルターガイストに取り憑かれた人間の恐怖を描いている。全6巻で単行本も発売されている。
- 『恐怖新聞 平成版』（2002年、恐怖新聞 平成版、講談社）ISBN 4063347966
21世紀に蘇った『恐怖新聞』の新作。主人公は、初代の生まれ変わりの鬼形礼。時代の変遷と共に、進化したポルターガイストの恐怖を描いている。全1巻で単行本も発売されている。『着信アリ』のように携帯電話を利用して「恐怖新聞」が送られてくる。
- 『キガタガキタ!』（2009年 - 2011年、秋田書店）
西条真二によるリメイク作品。『週刊少年チャンピオン』の創刊40周年記念作品の一つとして2009年52号に掲載され、翌2010年に連載作品に昇格し、同年35号より2011年29号まで連載された。主人公は鬼形礼の親戚である鬼形冥（きがた めい）であり、設定や題材も当時の文化に合わせて描かれている。単行本は全5巻の予定だったが、第5巻は発売中止となった。

## ラジオドラマ

### 『恐怖新聞』（1980年）
1980年8月4日から8日の5日間、NHK FMで放送された。原作者であるつのだじろうも出演している。オープニングでは「読むたび、寿命が百日縮む」という、本漫画の主要設定が、そのまま歌詞となった音楽が流れる。ストーリーは「真夜中に奇怪な新聞が来た」「ピアノ」「他人の顔」が再構成されているが、ほぼ原作に忠実である。

#### キャスト
- 鬼形礼 - 神谷明
- ながなみやすこ - 岡本茉利
- ながなみけんいちろう - 中尾隆聖
- ひがしおななこ - 里見京子
- にしとうたけし - 加藤治
- 警察官 - 斎藤隆
- 霊の声 - 関根信昭
- 語り - 千葉耕市

※キャストは、ラジオドラマのエンディングで流されているもの。

#### スタッフ
- 脚色 - 大西信行
- 音楽 - 小六禮次郎
- 歌 - 日吉ミミ

## アニメ
OVAとして1991年製作。全2巻。2004年にビデオ全2巻を1巻にまとめたDVDが発売された。映像特典として、「つのだじろうの恐怖心霊レポート」が収録されている。

### タイトル
1. 第1巻「真夜中に奇怪な新聞が来た」
2. 第2巻「因縁霊は七代たたる」

### キャスト
- 鬼形礼 - 古谷徹
- 中神緑子 - 久川綾
- 中神 - 田中秀幸
- 浄雲法師 - 永井一郎
- ポルターガイスト - 屋良有作
- 竹ノ市 - 麦人
- 木原 - 塩屋浩三

### スタッフ
- 監督 - 安濃高志
- 脚本 - 桜井政明
- 絵コンテ - 渡部英雄（第1巻）、新田義方（第2巻）
- 演出 - 淵出堕世（第1巻）、新田義方（第2巻）
- キャラクターデザイン - 上村栄司
- 作画監督 - 上村栄司（第1巻）、菊池城二（第2巻）
- 美術監督 - 勝又激
- 音響監督 - 松浦典良
- 音楽 - つのだたかし
- 編集 - 谷口肇 (ファルコン)
- アニメーション制作 - ぴえろプロジェクト

## オリジナルビデオ

### 『恐怖新聞』（1996年）
1996年製作。オリジナルビデオ作品。原作者であるつのだじろうも出演している。設定は『恐怖新聞II』を元にしている。中学生以下は視聴できないR指定を受けている。

#### キャスト
- 本堂祐子 - 中山博子
- 鬼形礼 - 小橋賢児
- 中原翔子
- 伊藤なつ
- 伊藤かな
- 村岡英美
- 宍戸勝
- 古川聡
- 南川昊
- つのだじろう

#### スタッフ
- 監督：石井てるよし
- 脚本：小中千昭
- 音楽：村山竜二
- 劇中曲協力：八木橋敬也
- SFXスーパーバイザー：川添和人
- 製作総指揮：市村将之
- 企画：井出正義、円谷粲
- プロデュース：本島章雄、今井朝幸、岡本晃基
- 制作プロダクション：円谷映像
- 製作：イメージファクトリー・アイエム

## 映画

### 『予言』
2004年制作で10月2日劇場公開作品。東宝配給。Jホラーシアターシリーズの第1弾作品で同時上映作品「感染」。原作の「未来を予告する新聞」という設定のみ抽出し、別の物語として描かれている。

#### あらすじ
休暇を終えて妻・綾香や娘・奈々と実家から車で帰る道中、重要なメールを送るために公衆電話に立ち寄っていた里見英樹は、電話ボックス内で新聞紙の切れ端を見つける。そこには、奈々が事故で死亡する記事が書かれていた。その直後、記事の内容を追うように事故が起こって奈々は死亡し、英樹と綾香は離婚する。
事故から3年後、英樹は高校教師になっていた。ある日、英樹の生徒・若窪沙百合が自分の死期を悟ったような不可解な言動を取りはじめる。それと前後し、連続通り魔に関する予告記事が届くようになる。一方、事故の予言と新聞について大学で独自に研究を進めていた綾香は、念写実験を通して知り合った御子柴聡子という予言者から「恐怖新聞」の存在と、それを研究していた鬼形礼という人物のことを聞かされる。
予言の新聞を調べるために再会した英樹と綾香はやがて鬼形の家を訪れ、予言に関する記録が残されたVHSを発見する。

#### キャスト
- 里見英樹 - 三上博史
- 里見綾香 - 酒井法子
- 里見奈々 - 井上花菜
- 校長（声） - 諏訪太朗
- 教頭 - 伴大介
- 三田村医師 - 山路和弘
- 若窪沙百合 - 堀北真希
- 宮本美里 - 小野真弓
- 鬼形礼 - 山本圭
- 御子柴聡子 - 吉行和子
- ナレーション - 津嘉山正種

#### スタッフ
- 原作 - つのだじろう『恐怖新聞』
- 監督 - 鶴田法男
- 脚本 - 高木登、鶴田法男
- 美術 - 斎藤岩男
- 音楽 - 川井憲次
- キャスティング - 山口正志
- プロデューサー - 一瀬隆重
- 主題歌 - 荘野ジュリ「うたかた」

### 『恐怖新聞』（2011年）
2011年製作。劇場公開長編映画。原作の設定を元にしたオリジナル脚本となっている。鬼形家の子孫、鬼形経（大学生）が登場する。

#### キャスト
- 鬼形経 - 與真司郎（AAA）
- 雨宮しずく - 近野成美
- 永森隆太 - 相馬圭祐
- 高清水学 - 宮川一朗太
- 杉浦亜衣
- 岩合智史

#### スタッフ
- 監督 - 大森研一
- 原作 - つのだじろう
- 脚本 - 湯原弘康、大森研一
- 音楽 - 荒川仁志

## テレビドラマ
2020年8月29日から10月10日まで東海テレビ制作・フジテレビ系「オトナの土ドラ」枠で放送。全7回。共同制作会社は松竹。
主演の白石聖は連続ドラマ初主演。また、2019年放送の『絶対正義』では主人公・高規範子（演 - 山口紗弥加）の高校時代を演じたため、「オトナの土ドラ」枠で主人公を演じるのは2度目となる。レギュラーの稲田龍雄をはじめとしたジャパンアクションエンタープライズの所属タレントが多く出演している。
キャッチコピーは「読んだら、死ぬ。」。
各回の最後には、松田勇介を演じる佐藤大樹がその回のセリフを関西弁で言うミニコーナー「勇介が京都の中心で、愛を叫ぶ」が放送されている。
第5話は第4話のラストで自転車で転倒し、意識を失った詩弦が第5話では冒頭から舞台が江戸時代にとび、恐怖新聞の起源と、詩弦の前世からの因縁が描かれたが、何の前振りもなく突然冒頭からいきなり時代劇が始まるという展開は、視聴者の困惑を誘った。

### 登場人物・キャスト

#### 小野田家
小野田詩弦（おのだ しずる）〈20〉
演 - 白石聖（幼少期：河井蘭）（第1話 - ）
はんなりデリバリーのアルバイトをする京都中央大学の2年生。アパートでの一人暮らしを始める。引っ越しの作業が終わった日の翌朝、郵便受けに「女子高生が飛び降り自殺し死亡する」という内容の恐怖新聞が届く。その日のアルバイト中、恐怖新聞の記述通りの女子高生の飛び降り自殺に遭遇し、返り血をあびてしまう。さらにその数日後、「小野田蔵之介が死亡」という内容の恐怖新聞が届いて実家に急行する。一人暮らしの開始によってぎくしゃくしていた蔵之介に今日は出掛けてはいけないと念を押すが、蔵之介は神社に向かってしまう。恐慌状態で神社に駆け付け蔵之介と合流し、自動車事故を回避するも、帰り路で建設足場の杭が落下して、蔵之介の胸部を貫通する死亡事故に遭遇した。
小野田歌子（おのだ うたこ）〈47〉
演 - 黒木瞳（第1話 - 第4話、第6話）
詩弦の母。怒りを溜め込みやすい性格で、些細なことで怒りを覚え、その度にボールペンで紙を塗りつぶしまくり、ストレスの発散をしている。詩弦が生まれる前、蔵之介が神社で「歌子のおなかの中の子が生まれませんように。死にますように」と願掛けをしていたのを、安産を願っているものであったと現在も勘違いしている。ナースから蔵之介が最後に詩弦に何か言っていたと聞かされており、詩弦は一旦ははぐらかすが、結局事実を伝えるも詩弦が蔵之介に愛されていると信じていたが故、錯乱して「嘘!」と連呼し受け入れなかった。蔵之介の通夜のあと、徐々におかしくなってきており蔵之介の遺骨を食べてしまうという異常行動に出る。そして深い事情を知らないまま「詩弦がお父さんを殺したんだ!」と責め立てる。しかしその後、勇介に説教されたことで正気を取り戻す。それからは詩弦に協力的になり、恐怖新聞の話を聞いて真相を知り、謝罪し信じる。落ち込んで自虐的となっていた詩弦を「お父さんが、最後に言った言葉、あれ本心じゃないと思う」「お父さんへそ曲がりだから」と慰める。また、詩弦が一人暮らしを始めてから蔵之介が「詩弦元気か? ちゃんと飯食ってるか?」と毎日心配して言っていたとも伝える。
小野田蔵之介（おのだ くらのすけ）
演 - 横田栄司（第1話 - 第3話）
詩弦の父。喫茶店「君影草」の経営者。詩弦と確執がある。神社の帰りに車に轢かれそうになるが、詩弦の呼び掛けで一旦難を逃れる。その後詩弦にお守りを渡すが、その直後に落下した建設足場の杭が胸に刺さり、病院に搬送される。手術室に運ばれる際中で詩弦に恨み言を言い遺し、手術の甲斐なく死亡する。昔は時代劇の役者になる夢を追いかけていたが、歌子曰く「役者の才能は無かった」「単に江戸時代が好きだったからっていう、しょうもない理由」「斬られて死ぬ場面はやたらリアルだった。きっと前世でろくな死に方してない」などという。詩弦には役者を辞めた理由は「時代が俺に追いついていなかった」と語っている。歌子が詩弦を妊娠していたときには、毎日神社に通い、「歌子のお腹の中の子が生まれませんように。死にますように」と願掛けをしていた。

#### その他
松田勇介（まつだ ゆうすけ）〈21〉
演 - 佐藤大樹（EXILE / FANTASTICS from EXILE TRIBE）（第1話 - ）
詩弦の恋人で、バイトの先輩。デリバリー以外にも全部で3つアルバイトを掛け持ちしている。父を事故で亡くしている。周りで奇怪な事件が相次いで起こりうなされていて、食事もろくにできない詩弦に寄り添ってほしいと歌子に諭すが、「あなたには関係ないでしょ」と言われる。桃香に浮気していたが、後に反省。詩弦の人生をメチャクチャにしようと企んでいた桃香を止めようとして揉み合いになり、誤って殺してしまう。その後、死体をバラバラにして胴体は山に捨て、首は隠し持っていたため逮捕された。最終話にて、拘置所で眠っていたところに怨霊と化した桃香が現れ、苦悶の表情で死亡していたのを発見される。
篠崎林太郎（しのざき りんたろう）
演 - 駿河太郎（第1話 - 第4話、第6話）
刑事。蜷川を独自で捜査している。詩弦の恐怖新聞の話を信じており、手を組まないかと持ち掛ける。しかしそれはお金を手に入れるために詩弦を殺し、「恐怖新聞」の契約をするためだった。それを見抜いていた歌子に「恐怖新聞」の契約を移させてもらうも、歌子に大量の「恐怖新聞」を見せられ、一瞬にして年をとり死亡した。
宮沢桃香（みやざわ ももか）
演 - 片山友希（第1話 - 第4話）
詩弦の幼馴染。小学生時代にクラスメイトから「嘘つき」といじめられていたとき、詩弦からは信じてもらっていたらしく、それ以来詩弦とは親しい。詩弦の引っ越し作業を手伝っており、部屋に来た若い引っ越し業者に一目惚れする。詩弦から恐怖新聞の話を聞いたが、半信半疑である。詩弦によって遠藤由美・健太親子の殺人現場に遭遇してトラウマになったことで詩弦を恨むようになり、勇介と浮気をしたり、詩弦の自転車のブレーキを壊すなど、詩弦の人生をメチャクチャにしようと企てる。最後は悪事を止めようと説得しにきた勇介と揉み合いになった末、倒れてきた姿見の下敷きとなり、鏡の破片が首に突き刺さって死亡した。
鬼形礼（きがた れい） / 片桐ともを（かたぎり ともを）
演 - 坂口涼太郎（第1話 - ）
詩弦の隣人。病気がちらしい。運命論者。ベランダで落ち込む詩弦の前に不意に隣室のベランダに現れては、ベランダ越しに相談にのってあげることもあるが、詩弦が目を離すと不可思議にふっとどこかに消えてしまう。正体は恐怖新聞を配っている張本人。さらには妖怪「件」の操り人形にして、地獄の鬼。
美沙（みさ）
演 - 西村頼子（第1話 - 第2話、第4話、第6話）
ともをの母。ともをに薬をあげている。
蜷川冬夜（ひるかわ とうや）〈25〉
演 - 猪野学（21歳時：山田俊）（第1話 - 第4話、第6話）
1994年（平成6年）12月29日生まれ。「恐怖新聞」の前の契約者。恐怖新聞の影響で老人のような見た目となってしまった。恐怖新聞から逃れる方法を知っており、同じ境遇になった詩弦に同情の念からか教えようと接触を計る。部屋には詩弦や桃香、勇介の写真がびっしりと貼られており、ストーカー的行為をしていた。「恐怖新聞」の契約を詩弦に移したが、すでにかなり寿命を吸い取られていたため、死亡した。
徳蔵（とくぞう）
演 - 平井靖（第1話 - 第3話）
蔵之介の喫茶店の常連客。歌子からは「徳さん」と呼ばれている。詩弦が生まれる前から、蔵之介とは親しい。蔵之介の通夜にも参列している。歌子が蔵之介の遺骨を食べ始め、様子がおかしくなったことを電話で詩弦に伝える。
矢野伸平（やの しんぺい）
演 - 稲田龍雄（第1話 - 第3話）
蔵之介の喫茶店の常連客。詩弦が生まれる前から、蔵之介とは親しい。蔵之介の通夜にも参列している。

#### ゲスト

##### 第1話
女性
演 - 平山咲彩（最終話）
冒頭に登場。午前0時に部屋のドアを叩かれ、絶叫していた。
女子高生
演 - 河合桃果
周りの人に止められながらも、建物の屋上から飛び降り自殺する。
引っ越し業者
演 - 前橋佑樹
詩弦の部屋で引っ越しの作業を手伝った。
引っ越し業者
演 - 北川裕介（第6話）
喫茶店「君影草」で美沙と世間話をしていた。

##### 第2話
津々木勲（つつぎ いさお）
演 - 比留間由哲（第3話）
未成年に手を出したことで、会社をクビになり妻とも離婚する。しかし息子とは関係を修復したいと思っている。詩弦は彼が加害者だと考えて引き留め、彼が元妻と息子に接触するのを阻止しようとするが、その二人が浮気相手だった女に殺されたことで実は彼が被害者であったことに気づかされる。詩弦に責任を押し付け強く非難した。
遠藤由美（えんどう ゆみ）〈39〉
演 - 古林奈緒美
津々木の元妻。家庭崩壊を招いた津々木を快く思っていない。総合運動公園で杏奈に殺害される。
遠藤健太（えんどう けんた）〈15〉
演 - 渡辺圭悟
津々木と由美の息子。家庭崩壊を招いた津々木を快く思っていない。総合運動公園で杏奈に殺害される。恐怖新聞の最初の記述では軽傷だったが、詩弦らが未来を変えようと行動した結果、死亡することとなる。
諸積杏奈（もろずみ あんな）〈19〉
演 - 日比野友香
津々木の浮気相手。津々木が自分より家庭を選んだことで捨てられる。そのショックから総合運動公園で悲観していた所、たまたま遭遇した勇介に執拗に自分の話を聞いてもらおうとし「勇気を持って一歩踏み出せば、必ずいいことがあるから」と励まされるが「踏み出す」という言葉が動機になり、津々木の前で「南無阿弥陀仏」と書かれたサバイバルナイフで元妻と息子を殺害し、自らの心情を吐露した後に「南無阿弥〜」と言い、首を切って自殺する。
津々木の上司
演 - 船津正康
未成年に手を出した津々木に事実上のクビを言い渡した。反抗した津々木に「退職金が出ただけでもありがたいと思え」と言い放つ。
キャスター
演 - 西上真帆（第4話）
テレビのキャスター。総合運動公園で、由美と健太が殺害されたこと、杏奈の身元などを説明した。後に、殺人事件についても報道している。

##### 第3話
大井川明日香（おおいがわ あすか）
演 - 舞羽美海
心理カウンセラー、メンタルヘルスマネジメント。プライベートでは一児の母。詩弦のカウンセラーを勤め、「自分のせいだと思う必要はない。今は恐怖新聞とは関わらないほうがいい」と諭した。子供の頃、兄弟が母に虐待されており、自殺を考えたこともあり、今でもトラウマになっている。孝弘からDVを受けていたが、誰にも相談できずにいた。
大井川孝弘（おおいがわ たかひろ）
演 - 美藤吉彦
明日香の夫。妻である明日香にはDV、娘である愛莉には虐待をしている。
大井川愛莉（おおいがわ あいり）
演 - 楽野莉央
明日香の娘。商店街で明日香と買い物をしているときに、詩弦と歌子と会う。父である孝弘から虐待を受けて、そのために詩弦と歌子に会ったときに下を向いていて自分から挨拶しないなど、内向的な性格となっていた。孝弘に怒られ、倒されて顔を踏まれそうになったときに詩弦と歌子と篠崎が家の中に入ってきたため、難を逃れる。
親子
母親
演 - 安田カナ
カップラーメンばかり食べていた。子供にはカップラーメンの残りなどを与えろくな食事をさせておらず、自分の言うことを聞かなかったら殴ったり、すぐに返事をしなかったら怒鳴るなど、日常的に虐待をしている。
兄
演 - 南岐佐
息子。虐待されていた。自ら母から逃げようと家を出て、児童相談所の職員2人に保護される。
妹
演 - 東未結
娘。虐待されていた。児童相談所の職員に保護される兄を見て泣いていた。
笹山（ささやま）
演 - 吉田佳（第4話）
刑事。役職は係長。
看護師
演 - 鎌倉エリナ（第4話）
蜷川の看護師。蜷川が心停止になったことを春海に伝えた。
大村（おおむら）
演 - 伊藤雨音
児童相談所の職員。前から虐待が起こっていたことを知っており、家を訪ねたところ、丁度家から出てきた兄を保護した。
職員
演 - 森田一休
児童相談所の職員。前から虐待が起こっていたことを知っており、家を訪ねたところ、丁度家から出てきた兄を保護した。
女性
演 - 三星登史子
刑事
演 - 増田広司（第4話）
篠崎の同僚。篠崎を「篠さん」と呼び、鑑識からの報告書を手渡した。
職員
演 - 東山龍平
「かみぎょう児童相談所」の職員。詩弦と歌子に子供の虐待の案件について教えてほしいと言われるが、「個人情報ですので」と言って断る。

##### 第4話
蜷川春海（ひるかわ はるみ）
演 - 福地桃子（第6話）
冬夜の妹。かつての恐怖新聞の契約者。高校時代、同級生に騙されて恐怖新聞に契約してしまった。その後、病に侵され兄である冬夜に契約を移してもらった。現在も車椅子で生活し通院している。
飯島（いいじま）
演 - 大石昭弘
刑事。7月24日午後4時、トラックに衝突され死亡した。
片桐（かたぎり）
演 - 仲野毅
刑事。7月24日午後4時、トラックに衝突され死亡した。
美容師
演 - 大井真巳
詩弦の髪を切った。
女性
演 - 小野愛寿香
春海のお手伝いさん。毎日昼に来て、病院に付き添ったり雑用をしたりしている。
こうやまさゆり
演 - 高坂琉那
母と喫茶店に来ていた女の子。母がいない間に詩弦に恐怖新聞の契約をさせられそうになるが、詩弦が自ら名前を書かせるのをやめる。
さゆりの母親
演 - 武鑓亜紀子
父からの電話に出るために店を出て、いったんさゆりを店内に一人にした。
男性
演 - 太田雅之
詩弦が恐怖新聞の契約のサインをさせようとした。
男性の息子
演 - 松本和真
弁護士
演 - 高島和男
春海に蜷川の遺産相続についての話をした。
医師
演 - 大塚護
春海に蜷川の死亡を伝えた。

##### 第5話
江戸時代
シズ
演 - 白石聖
越後屋に奉公する妊婦。夫が殺されてから、この先起こる凶事をお告げする能力に目覚め、同時に心を閉ざしてしまった（お腹の中の子が伝えてくれるらしい）。
ヤエ
演 - 黒木瞳
シズの母。
空元（くうげん）
演 - 横田栄司
僧侶。シズのお腹の中にいるのは人の子ではなく妖怪「件」であり、それは仏様が多くの人を災いから救うために遣わしたものだと言う。
中村半次郎（なかむら はんじろう）
演 - 佐藤大樹
浪人。男らに絡まれていたシズを助ける。
仁左衛門（にんざえもん）
演 - 駿河太郎
商家「越後屋」の主人。初めはシズのお告げの能力を信じていなかったが、シズがお告げした「船頭が海に落ちて死亡する」という凶事が本当に起こったため、シズを雇い、その能力のおかげで店は大繁盛する。
シズの夫
演 - 音喜多子平
シズと芝居を見物した帰りに、何者かに殺された。
番頭
演 - 西村諭士
越後屋の番頭。
手代
演 - 内藤竜成
越後屋の手代。
船頭
演 -
シズのお告げ通りに、海に落ちて死亡した。
闇会社の元締め
演 - 柴田善行
仁左衛門に半次郎を殺すよう頼まれ、殺し屋2人を雇った。
殺し屋
演 - 増田広司、北川裕介
仁左衛門に依頼され、半次郎を殺そうとした。

##### 第6話
足利（あしかが）
演 - 根岸契輔
南利治（みなみ としはる）
演 - 奥深山新
リポーター
演 - 塩山雄基
従業員
演 - 奥川いお

##### 最終話
麻衣（まい）
演 - 三田みらの

### 作中用語
恐怖新聞
これから起こる殺人事件や死亡事故を報じる新聞。午前0時に届き、1日読むと寿命が100日縮まる。契約者にしか記事は読めず、他の人が見てもただのわら半紙にしか見えない。
君影草
蔵之介が経営する喫茶店。蔵之介が死亡してからは臨時休業となっている。
総合運動公園
遠藤由美・健太の殺害事件現場。小野田家が初めて家族旅行に行った場所でもある。

### スタッフ
- 企画 - 市野直親（東海テレビ）
- 原作 - つのだじろう 『恐怖新聞』
- シリーズ構成 - 乙一
- 脚本 - 高山直也
- 音楽 - 兼松衆
- 主題歌 - THE RAMPAGE from EXILE TRIBE 「FEARS」（rhythm zone）
- プロデューサー - 後藤勝利（東海テレビ）、小松貴子、齋藤寛之、竹内絵唱（松竹）
- 協力プロデューサー - 松本圭右（東海テレビ）
- 演出 - 中田秀夫、服部大二、井上昌典
- 制作 - 東海テレビ、松竹

### 放送日程
| 話数   | 放送日   | サブタイトル            | サブタイトル                              | ラテ欄                                                                                | 監督     |
| 話数   | 放送日   | FOD                     | EPG欄                                     | ラテ欄                                                                                | 監督     |
| ------ | -------- | ----------------------- | ----------------------------------------- | ------------------------------------------------------------------------------------- | -------- |
| 第1話  | 08月29日 | 読むと死を予言する新聞  | 読んだら…死ぬ!? 最恐ルール系ホラー開幕    | 読んだら死ぬ!? 最恐ホラー降臨 女子大生VS死の予言!! 列島震撼の55分                     | 中田秀夫 |
| 第2話  | 09月05日 | 未来の殺人を止めろっ    | 命を食べる新聞!? どうする? 未来の殺人!    | SNS話題騒然!! 命を食う新聞!? 未来の殺人鬼を止めろ 驚愕!? 黒木瞳が○○を食べた理由       | 服部大二 |
| 第3話  | 09月12日 | 配達人の正体とは?       | SNSで話題騒然!! 今夜、配達人が明らかに!?  | 号外連発!! 鬼形礼の㊙︎正体? 悲劇のドミノ… 窮地の詩弦を救う意外過ぎる人物とは           | 服部大二 |
| 第4話  | 09月19日 | 浮気の代償              | ㊙︎ルール判明!! 詩弦が悪魔に!?             | 新ルール!? 悪魔に魂売るのは誰? 全員悪人VS鬼形礼無双戦慄!! 浮気の㊙︎代償&謎コーヒー     | 中田秀夫 |
| 第5話  | 09月26日 | 妖怪・件（くだん）登場! | 頭は人? 体は牛!? 妖怪・件（くだん）登場!! | 第3章突入 列島震撼の謎が判明!! 頭は人? 体は牛!? 最恐㊙︎妖怪現る!! 鬼形礼が第2形態へ    | 井上昌典 |
| 第6話  | 10月03日 | 消えた恐怖新聞          | 消えた恐怖新聞!? 新しい契約者は誰だ?      | 列島震撼!! ノンストップ怪奇現象 新契約者の正体とは!? 想像を絶する㊙︎最終章開幕         | 中田秀夫 |
| 最終話 | 10月10日 | 死後も続く物語          | 予測不能最終回・ ラスト98秒に走る戦慄     | 詩弦死す 歌子が2人!? 勇介因縁の再会で恐怖倍返し!! ラスト98秒のマル戦慄!! 鬼形最終形態 | 井上昌典 |

| 東海テレビ制作・フジテレビ系 オトナの土ドラ  | 東海テレビ制作・フジテレビ系 オトナの土ドラ | 東海テレビ制作・フジテレビ系 オトナの土ドラ                  |
| 前番組                                       | 番組名                                      | 次番組                                                       |
| -------------------------------------------- | ------------------------------------------- | ------------------------------------------------------------ |
| 13 (サーティーン) （2020年8月1日 - 8月22日） | 恐怖新聞 （2020年8月29日 - 10月10日）       | さくらの親子丼 （第3シリーズ） （2020年10月17日 - 12月19日） |

## ゲーム
- 『恐怖新聞』（PlayStation、1997年1月24日発売、ユタカ）
原作を忠実に再現したサウンドノベル。鬼形礼は案内人として登場する。
- 『恐怖タイピング新聞』（PCタイピングゲーム、2001年6月15日発売、インターチャネルホロン）
本作品を題材にしたタッチタイピングソフトで、主人公の鬼形少年は、とりついてしまった憑依霊とともにタイピングを駆使して除霊を行っていく。
- 『恐怖新聞【平成版】 怪奇! 心霊ファイル』（PlayStation 2、2003年8月7日発売、コナミ）
ストーリー、登場人物は完全なオリジナル。サウンドノベル作品だが、探索シーンなどもある。

## パチスロ
- 恐怖新聞（アリストクラートテクノロジーズ、2007年）
- 恐怖新聞〜第二章〜（アリストクラートテクノロジーズ、2010年）

## 小説
- 小説 恐怖新聞（大石圭著、誠文堂新光社（APeS Novels）、2019年）

## 社会的評価
- タレントの稲川淳二は、本作の大ファンであると明言している。稲川は「誰だって未来のことが分かる予知能力には憧れるが、知りたくない恐怖、知ってしまう恐怖ということを忘れがちだ。『恐怖新聞』は見事にそのツボを突いている。『この新聞を読むごとに、百日命が縮まる』というのは、幽霊が怖いとか、半分崩れた血まみれの顔が振り向いたとかいうのより、はるかに恐ろしいじゃないですか。そしてそんな怖さの中で、『それはないだろう!』と思わせるほど、一瞬突き放してしまうところがさらにすごい。それでいて『あれ、まてよ、どこかであったよな、こんな事件』と気づかされることで、読んでいる側の怖さは倍増する」と評している[18]。

- 作者の弟であり、歌手であるつのだ☆ひろは、「連載開始時からリアルタイムで読んだ。（中略）ひょっとしてすぐ隣で実際に起こるかもしれないという身近な怖さが新鮮であった。それは後年の、学校の七不思議のような社会現象的なものまで先取りした怖さでもあったと思う」と評している[19]。

- 僧侶の織田無道は、「霊が配達する新聞を読む、それを否応なしに読まされて命が縮まるという『恐怖新聞』の設定は、つまり主人公が特定の霊に取り憑かれたことを意味し、その脅迫感が「恐怖」の根源となっている。特定の霊体に憑かれて命を縮めるというケースは大いに有り得ることだが、そのためなおさら興味を持って読めるようになっている」と評している[20]。

- ゲームクリエイターの飯野賢治は、「『恐怖新聞』には、写真のコピーみたいなものがよく使われていたりする。「実写の絵」とも言うべきそれが、妙にインパクトがあって、まさにフィクションとノンフィクションとの中間の怖さが、ビジュアルに表されていると思う。（中略）普通なら、未来のことがわかったら、良いことがおこるのではと考えるはずだ。だが、そうはならない。誰もがポジティブと考える予知を恐怖にもっていく。プラスをマイナスにしてしまう、その発想がコワくて凄い。エンターテイメントに積極的でないとこういかない」と評している[21]。

- 漫画家の藤子不二雄Aは、「『恐怖新聞』を読んでいると、なんともいえぬ奇怪な気持ちに襲われる。一応主人公の鬼形くんの体験したエピソードとして毎回終わっているが、その回その回の霊的存在が消えずにズーッとあとに残るのだ。これがどうにもコワイのだ。目に見えない心霊の次元を描いているのに、すごくリアリティーが強く具体的に重くのしかかってくる。これはまさに霊的能力者のつのだじろうが心霊的感知をした世界を、漫画家であるつのだじろうを通じて発表したレポートなのだ。だからこれだけの迫真力があるのだろう」と評している[22]。